# Hi! School: Love On
A Hi! School: Love On (hangul: 하이스쿨: 러브온, Hai szukhul: rabu on, RR: Ha-i seukul: Rabeu on) egy 2014-ben bemutatott dél-koreai televíziós sorozat, melyet a KBS2 csatorna vetített Kim Szeron (Kim Sae-ron), Nam Uhjon (Nam Woo-hyun) és I Szongjol (Lee Seong-yeol) főszereplésével.

## Szereplők
- Kim Szeron (Kim Sae-ron) (김새론): I Szulbi (Lee Seul-bi)
- Nam Uhjon (Nam Woo-hyun) (남우현): Sin Uhjon (Shin Woo-hyun)
- I Szongjol (Lee Seong-yeol) (이성열): Hvang Szongjol (Hwang Sung-yeol)

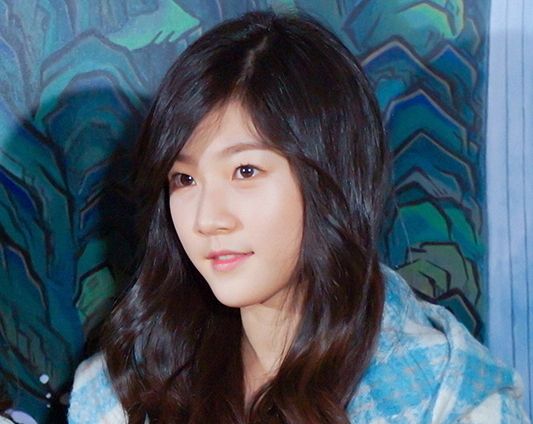
Kim Szeron (Kim Sae-ron)
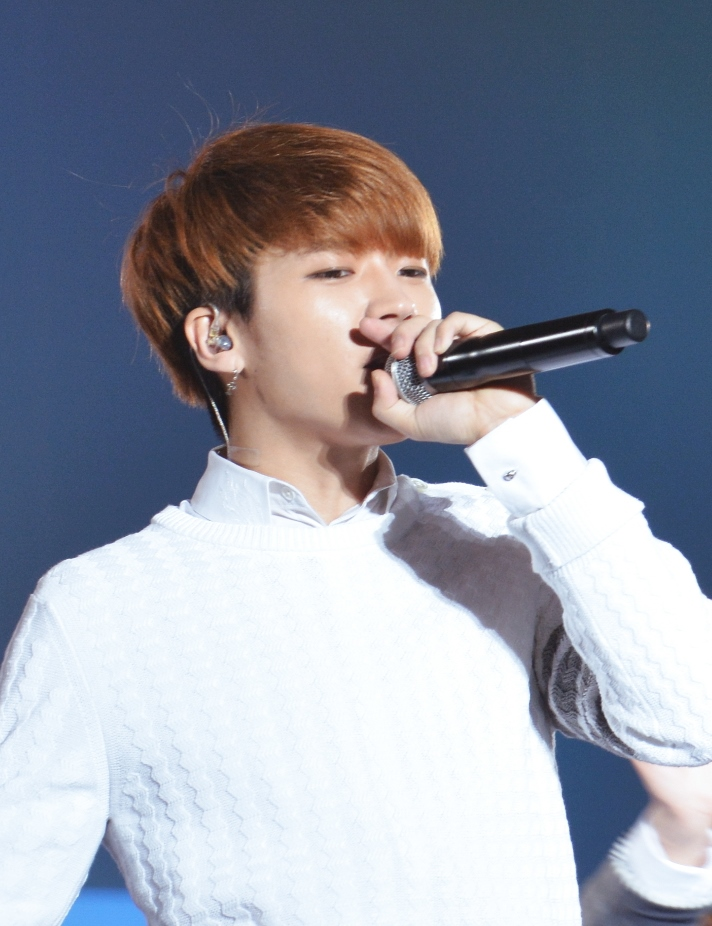
Nam Uhjon (Nam Woo-hyun)
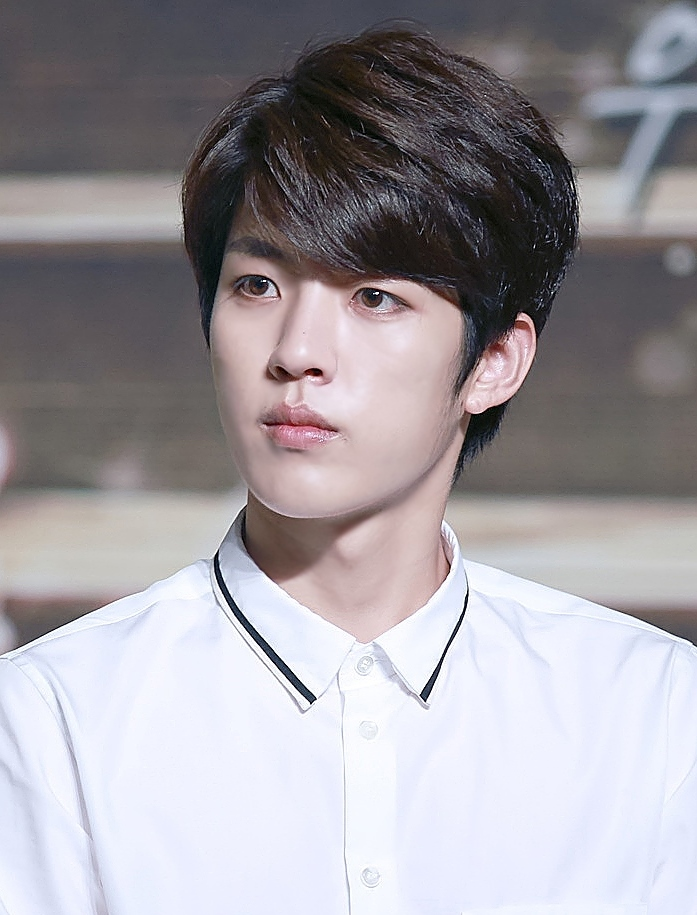
I Szongjol (Lee Seong-yeol)